# Sphagnum subhomophyllum
Sphagnum subhomophyllum är en bladmossart som beskrevs av H. Crum 1997. Sphagnum subhomophyllum ingår i släktet vitmossor, och familjen Sphagnaceae. Inga underarter finns listade i Catalogue of Life.